# Церковь Святого Василия Великого (Конечна)
 Памятник культуры Малопольского воеводства: регистрационный номер А-747 от  20 июня 1994 года.
Церковь святого Василия Великого (пол. Cerkiew św. Bazylego Wielkiego) — православная церковь, находящаяся в селе Конечна, Горлицкий повят, Малопольское воеводство. Приход входит в Перемышльскую и Новосондентскую епархию Польской православной церкви. Церковь находится на туристическом маршруте «Путь деревянной архитектуры» в 500 метрах от польско-словацкой границы на дороге в Гладышув. Возле церкви находится воинское кладбище времён Первой мировой войны. Архитектурный памятник Малопольского воеводства.

## История
Церковь была построена в 1905 году и первоначально использовался как грекокатолический храм.
После 1946 года, когда жители села, бывшие лемками, были переселены на западные территории Польши во время операции «Висла», храм был передан римско-католической общине. В 1956 году высланные лемки вернулись на родину и храм стал использоваться двумя католическими общинами села. С этого времени в храме проводил нелегальные богослужения грекокатолический священник, который за свою незаконную деятельность был арестован в 1961 году. Реакцией этого ареста стал переход грекокатоликов в православие. В 1969 году приход вошёл в состав Перемышльской и Новосондентской епархии Польской православной церкви.
20 июня 1994 года церковь святого Василия Великого была внесена в реестр архитектурных памятников Малопольского воеводства (№ А — 747).

## Описание
Церковь построена в характерном для западнолемковской архитектуры трёхкупольном стиле. Внутри храма сохранился иконостас, привезённый из Самбора и датируемый 1912 годом.

## Источник
- G. i Z. Malinowscy, E. i P. Marciniszyn, Ikony i cerkwie. Tajemnice łemkowskich świątyń, Carta Blanca, Warszawa 2009, ISBN 978-83-61444-15-2